# Tephronia
Tephronia là một chi bướm đêm thuộc họ Geometridae.